# القنب الهندي في إثيوبيا
القنب الهندي في إثيوبيا غير قانوني, ويمكن أن تؤدي حيازة القنب إلى السجن لمدة تصل إلى 6 أشهر.

## تاريخ
تم العثور على أنابيب التدخين التي تم اكتشافها في إثيوبيا والتي يرجع تاريخها بالكربون إلى حوالي عام 1320 م, والتي تحتوي على آثار للقنب الهندي.

## شاشامانه
في الستينيات, بدأ المهاجرون الراستافاريون من منطقة البحر الكاريبي في الاستقرار على الأرض بالقرب من شاشامانه والتي كان الإمبراطور هيلا سيلاسي الأول قد وضعها جانبًا لهم. في وقت لاحق, اشتهرت شاشمانه بزراعة القنب الهندي, والمخصصة إلى حد كبير للاستهلاك المحلي.